# Rotterdam Ska-Jazz Foundation
Die Rotterdam Ska-Jazz Foundation ist eine niederländische, am Ska-Jazz orientierte Band.

## Bandgeschichte
Rotterdam Ska-Jazz Foundation wurde 2001 in Rotterdam gegründet. Nach mehreren Konzerten und zwei Promo-EPs kam die Band zum deutschen Independent-Label Grover Records. Dort erschien 2003 das Debütalbum Shake Your Foundation. Die Band spielt zahlreiche Konzerte, unter anderem auch auf dem Summerjam.
2004 erschien Black Night – Bright Morning als zweites Album, ein Jahr später Sunwalk. Eine US-Version erschien auf dem Label Megalith Records.
2008 folgte das bisher letzte Album Motiv Loco. Im Anschluss folgten nach längeren Pausen zwei EPs.

## Musikstil
Die Rotterdam Ska-Jazz Foundation nimmt Bezug auf den 1960er Ska der ersten Welle und vermischt diesen mit Jazz. Nur selten wird Gesang eingesetzt, die überwiegende Mehrheiten der Stücke sind der Instrumentalmusik zuzuordnen. Daneben übernimmt auch musikalische Elemente von Musikstilen wie Reggae, Soul und Rock ’n’ Roll. Die Band versteht sich nicht als Retro-Band.

## Diskografie

### Alben
- 2003: Shake Your Foundation! (Grover Records)
- 2005: Sunwalk (Grover Records)
- 2005: Sunwalk U.S. (Megalith Records)
- 2007: Motiv Loco (Megalith Records)

### EPs
- 2002: The Rotterdam Ska Jazz Foundation (CD-R, Eigenproduktion, Alaska Caravan Records)
- 2003: Raw Mixes Promo – Summer 2003 (Eigenproduktion, RSJFoundation)
- 2004: Black Night … Bright Morning  (Grover Records)
- 2015: Knock-Turn-All (WTF Records)
- 2018: Big Horns (WTF Records)